# Street & Racing Technology
Street & Racing Technology (SRT) – amerykańska firma zajmująca się tuningiem i produkcją samochodów sportowych marki Chrysler, Dodge i Jeep.

## Historia
Pierwotnie przedsiębiorstwo nazywało się Team Viper, co było związane w tuningiem samochodu Dodge Viper. Późniejszy Team Prowler rozwinął Plymouth Prowler. W kolejnych latach firma przyjmowała również nazwy Specialty Vehicle Engineering (SVE) oraz Performance Vehicle Operations (PVO).
Przedsiębiorstwo bierze udział także w wyścigach samochodowych, gdzie prowadzi zespół startujący w United SportsCar Championship, American Le Mans Series oraz 24-godzinnym wyścigu Le Mans.
W latach 2012–2014 pod identyczną nazwą, co tuner SRT, istniała marka SRT, pod którą oferowane było nowe wcielenie modelu Viper. W 2014 roku pojazd włączono z powrotem do gamy Dodge.

## Samochody

### Obecnie produkowane

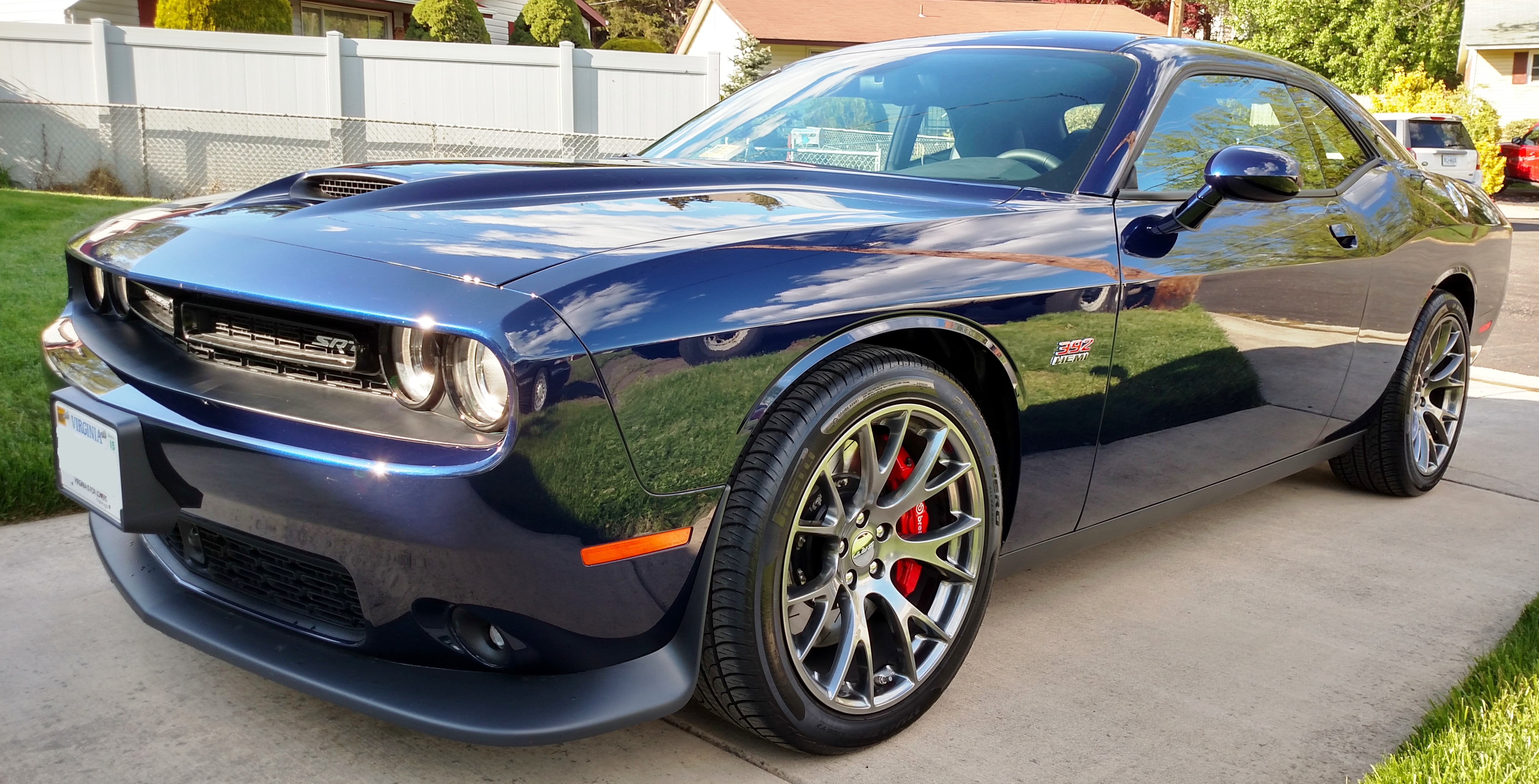
Dodge Challenger SRT 392
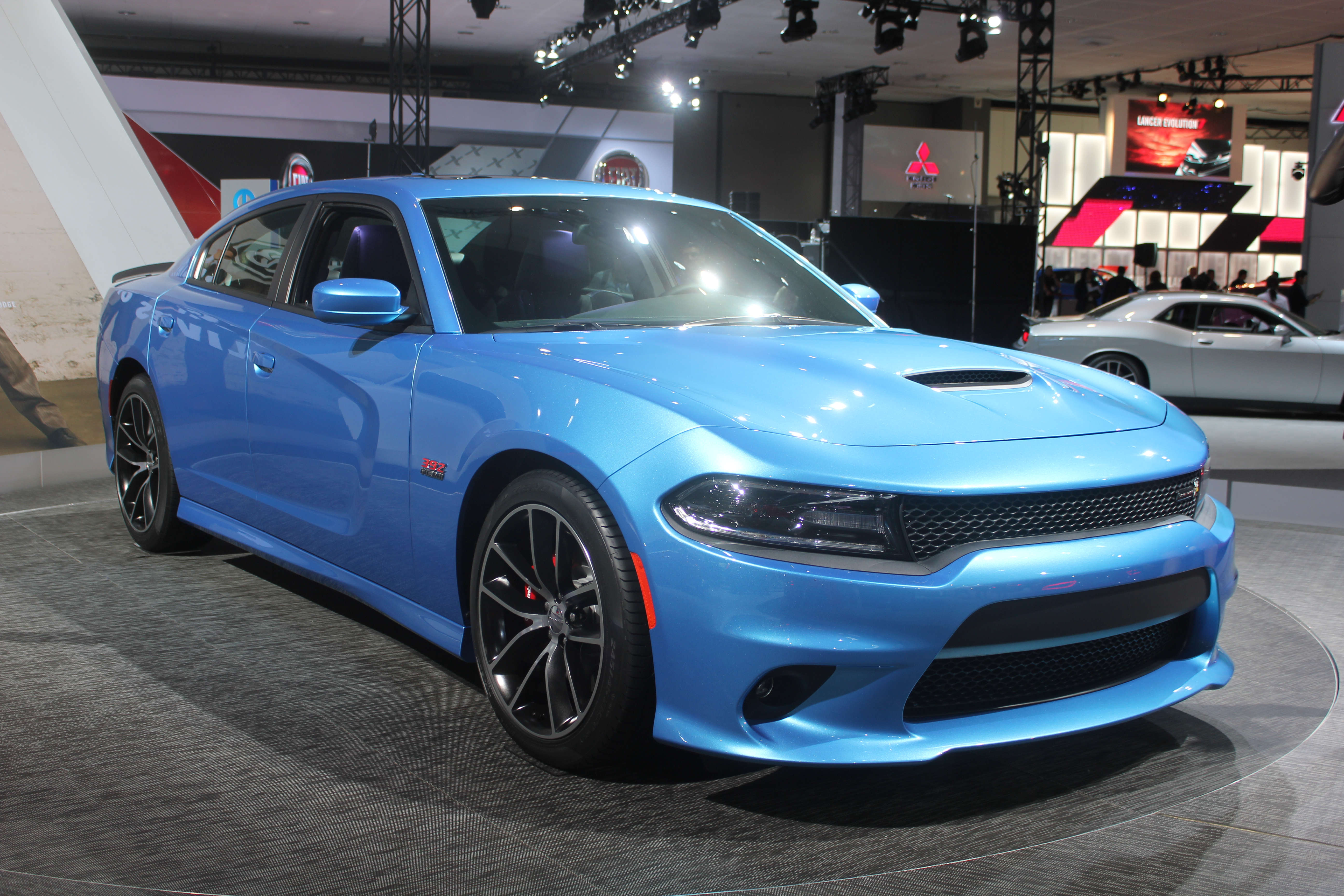
Dodge Charger SRT 392
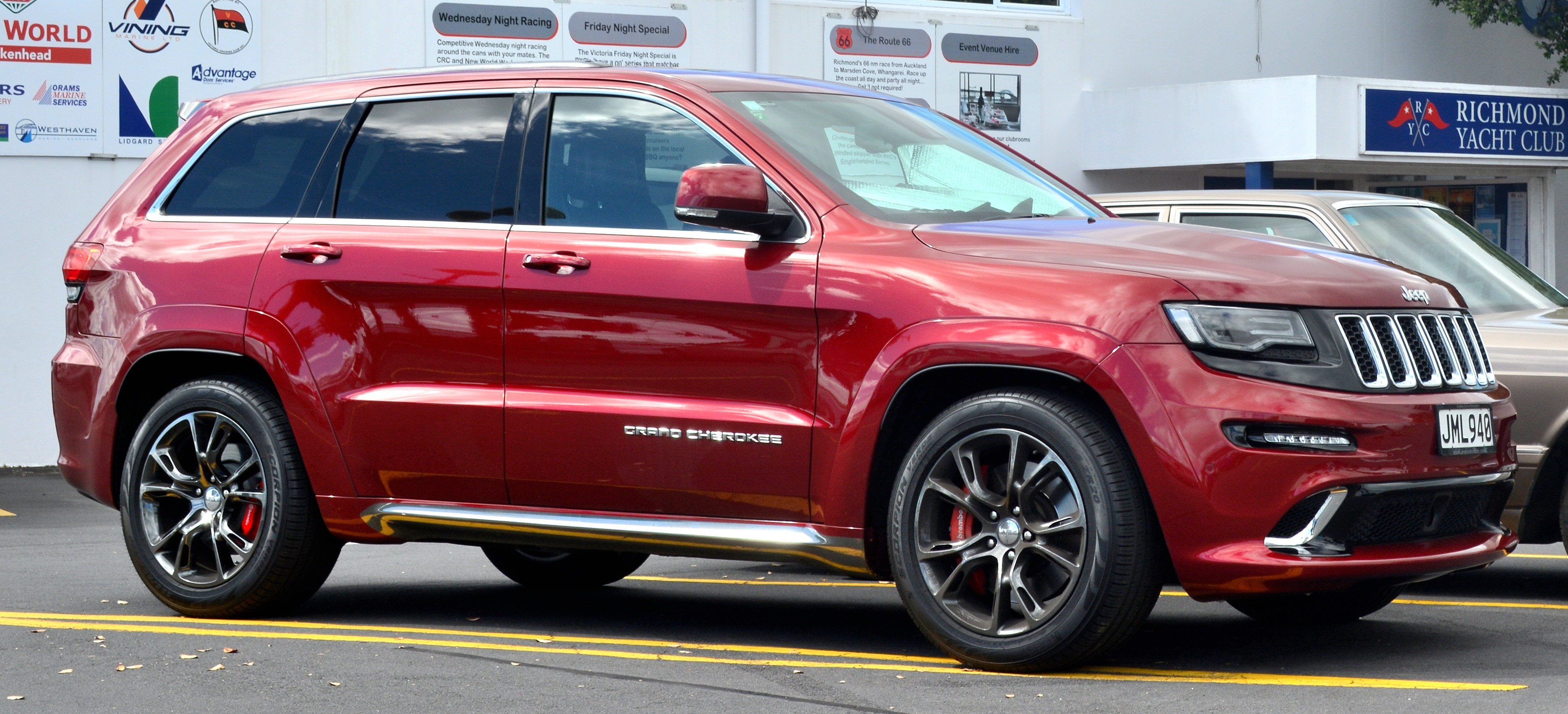
Jeep Grand Cherokee
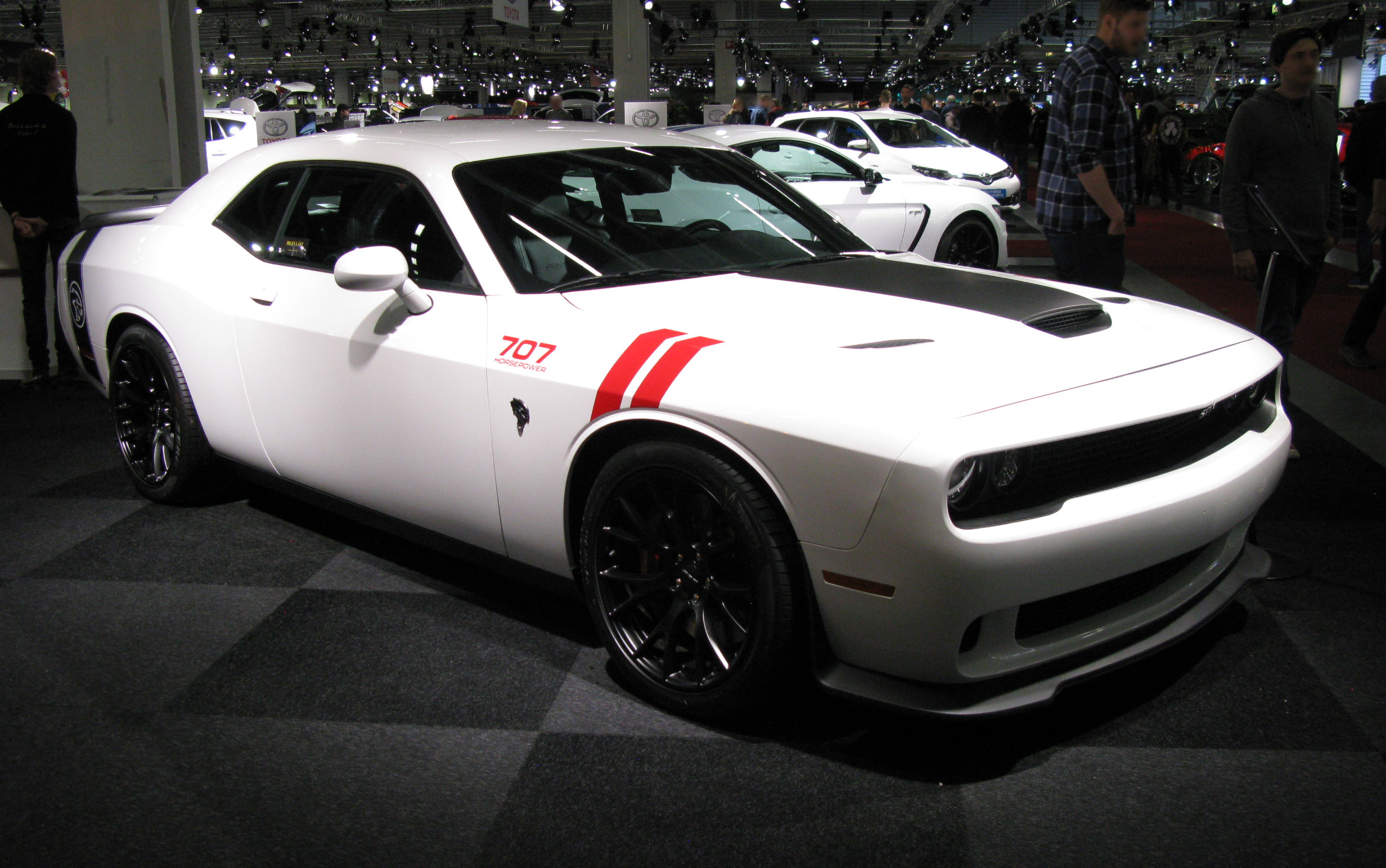
Dodge Challenger SRT Hellcat

Obecna linia SRT: Chrysler 300 SRT, Dodge Challenger SRT 392, Dodge Challenger SRT Hellcat, Dodge Challenger SRT Demon, Dodge Charger SRT 392, Dodge Charger SRT Hellcat, Jeep Grand Cherokee SRT, and Jeep Grand Cherokee Trackhawk.
| Samochód                      | Lata produkcji                           | Model       | Silnik                                  | Moc                                                                 | 0-100 km/h | 1/4 mili |
| ----------------------------- | ---------------------------------------- | ----------- | --------------------------------------- | ------------------------------------------------------------------- | ---------- | -------- |
| Chrysler 300 SRT              | 2011–obecnie                             | SRT 392     | 6.4L naturally aspirated Apache HEMI V8 | 470 hp (350 kW; 477 PS)                                             | 4.0 s.     | ---      |
| Dodge Challenger SRT 392      | 2015-2018                                | SRT 392     | 6.4L naturally aspirated Apache HEMI V8 | 485 hp (362 kW; 492 PS)                                             | 4.5 s.     | 12.6 s.  |
| Dodge Charger SRT 392         | 2015-2018                                | SRT 392     | 6.4L naturally aspirated Apache HEMI V8 | 485 hp (362 kW; 492 PS)                                             | 4.6 s.     | 12.8 s.  |
| Jeep Grand Cherokee SRT       | 2014–obecnie                             | SRT         | 6.4L naturally aspirated Apache HEMI V8 | 470 hp (350 kW; 477 PS) ('14) 475 hp (354 kW; 482 PS) ('15–obecnie) | 4.4 s.     | 13.0 s.  |
| Dodge Challenger SRT Hellcat  | 2015–obecnie                             | SRT Hellcat | 6.2L supercharged Hellcat HEMI V8       | 707 hp (527 kW; 717 PS)                                             | 3.6 s.     | 11.2 s.  |
| Dodge Charger SRT Hellcat     | 2015–obecnie                             | SRT Hellcat | 6.2L supercharged Hellcat HEMI V8       | 707 hp (527 kW; 717 PS)                                             | 3.6 s.     | 11.0 s.  |
| Jeep Grand Cherokee Trackhawk | 2018–obecnie                             | Trackhawk   | 6.2L supercharged Hellcat HEMI V8       | 707 hp (527 kW; 717 PS)                                             | 3.5 s.     | 11.6 s.  |
| Dodge Durango SRT 392         | 2018–obecnie                             | SRT         | 6.4L 392 HEMI V8                        | 475 hp (354 kW; 482 PS)                                             | 4.4 s.     | 12.9 s.  |
| Dodge Challenger SRT Demon    | 2018–obecnie (limitowana do 3,500 sztuk) | SRT Demon   | 6.2L supercharged Demon HEMI V8         | 840 hp (626 kW; 852 PS)                                             | 2.3 s.     | 9.65 s.  |

### Poprzednie modele

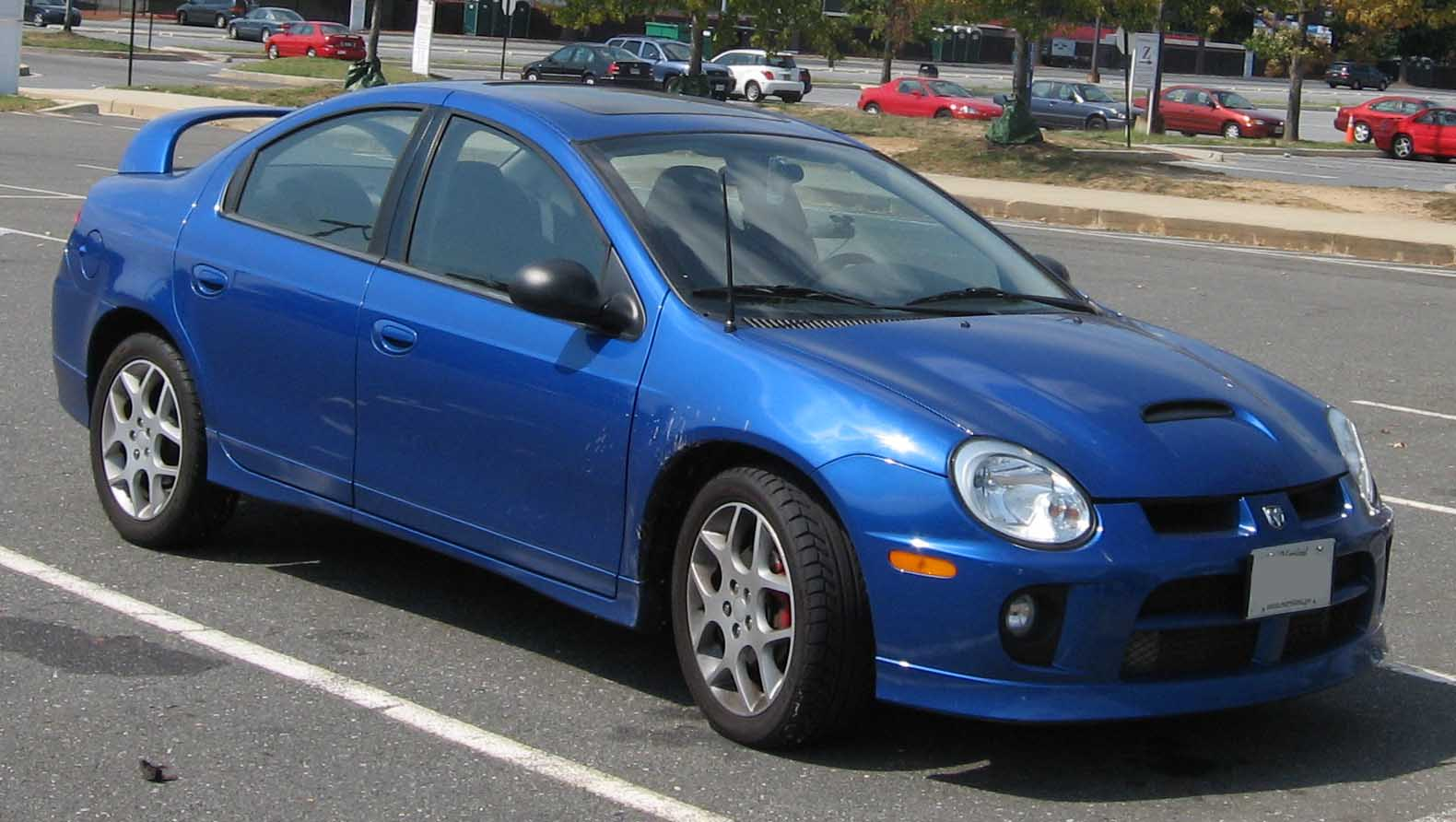
Dodge Neon SRT-4
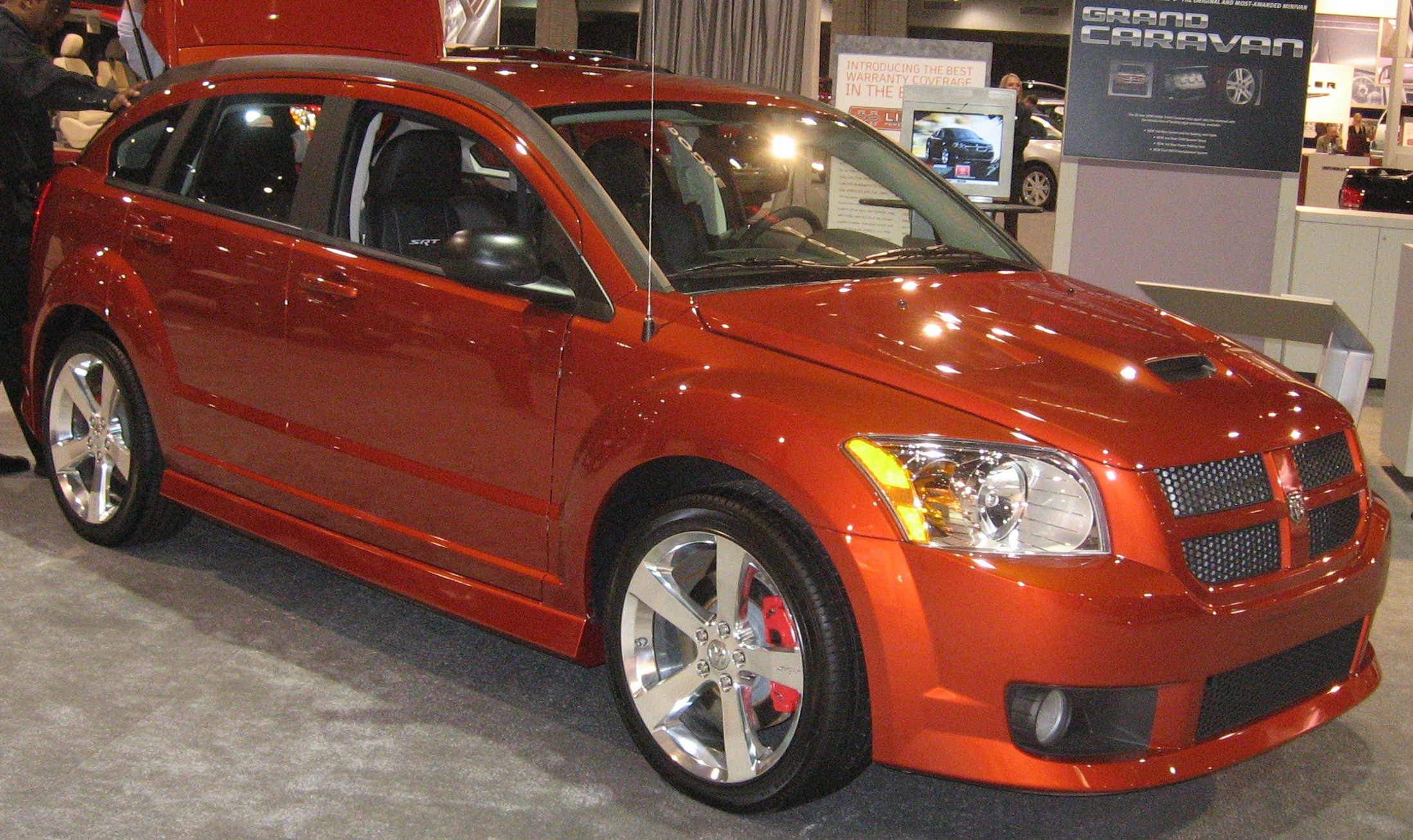
Dodge Caliber SRT-4
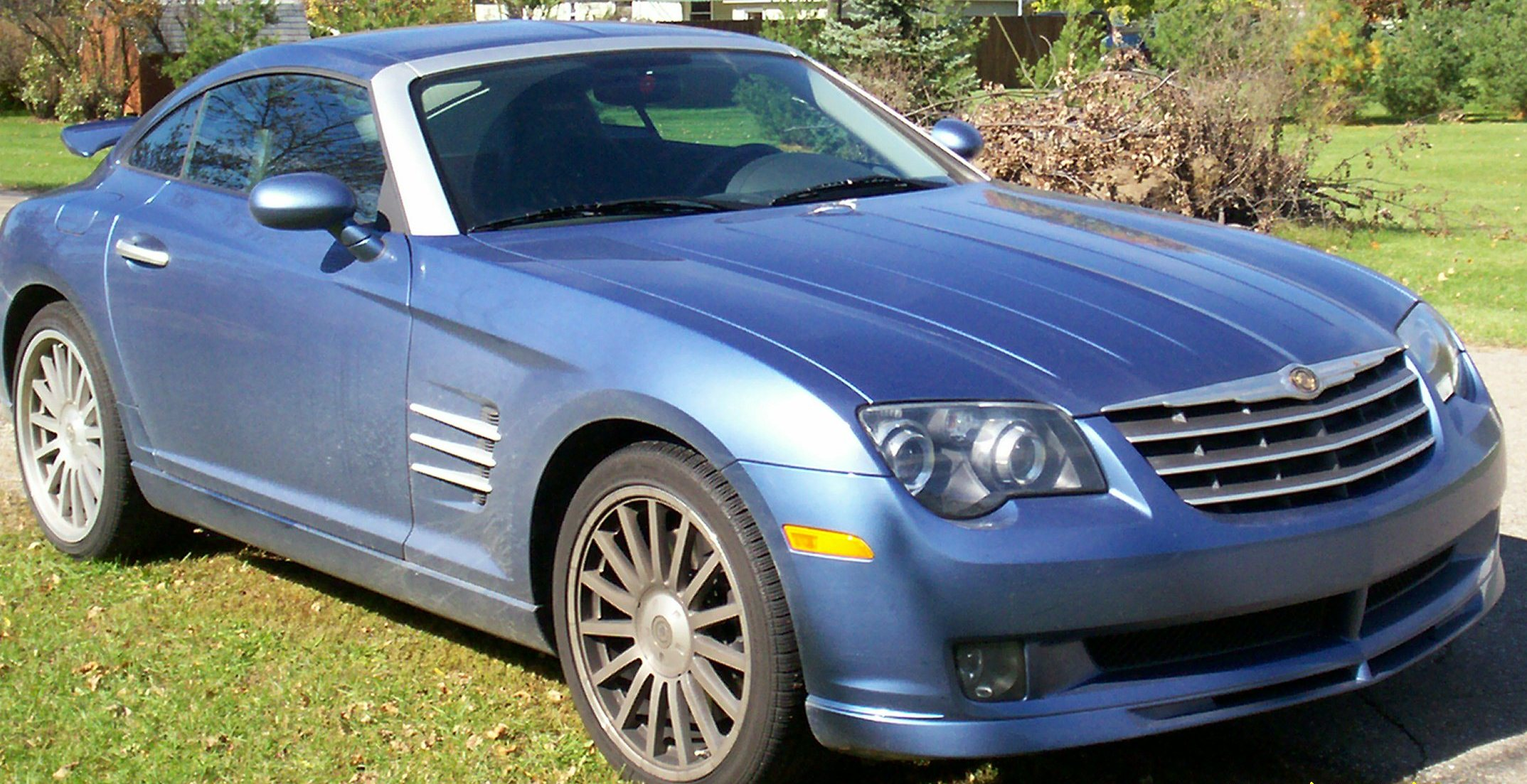
Chrysler Crossfire SRT-6
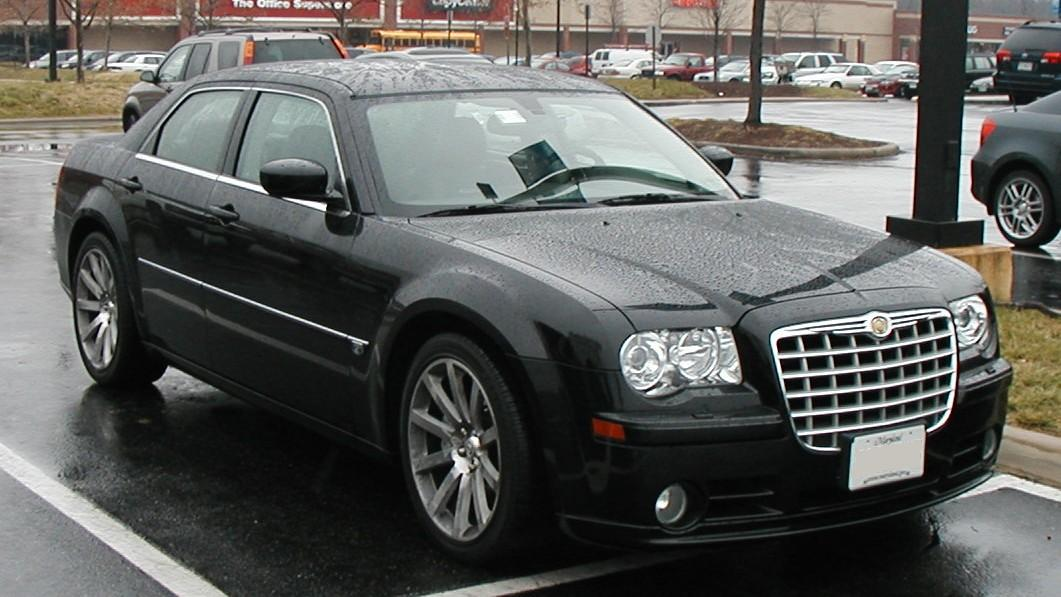
Chrysler 300C SRT-8
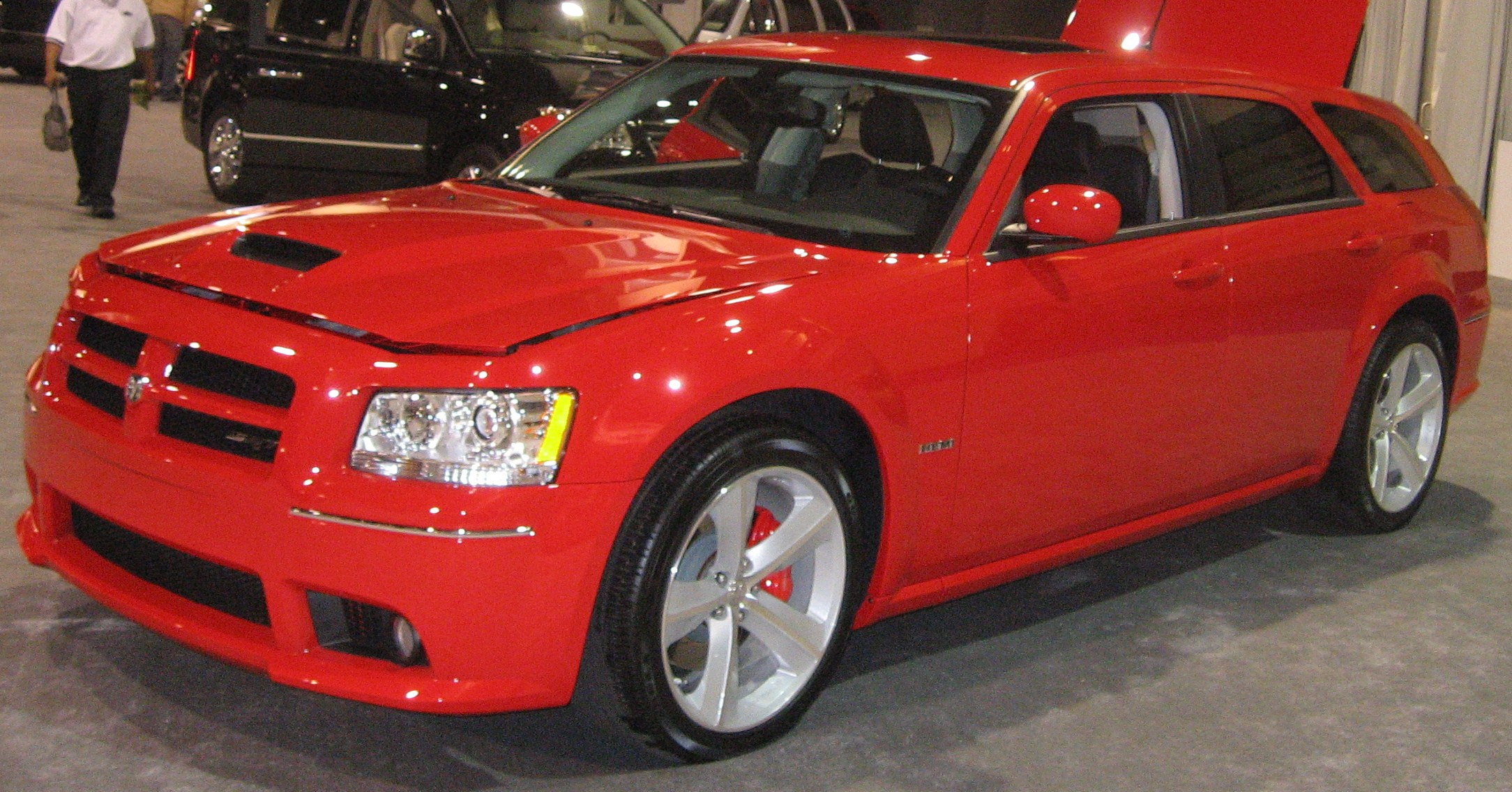
Dodge Magnum SRT-8
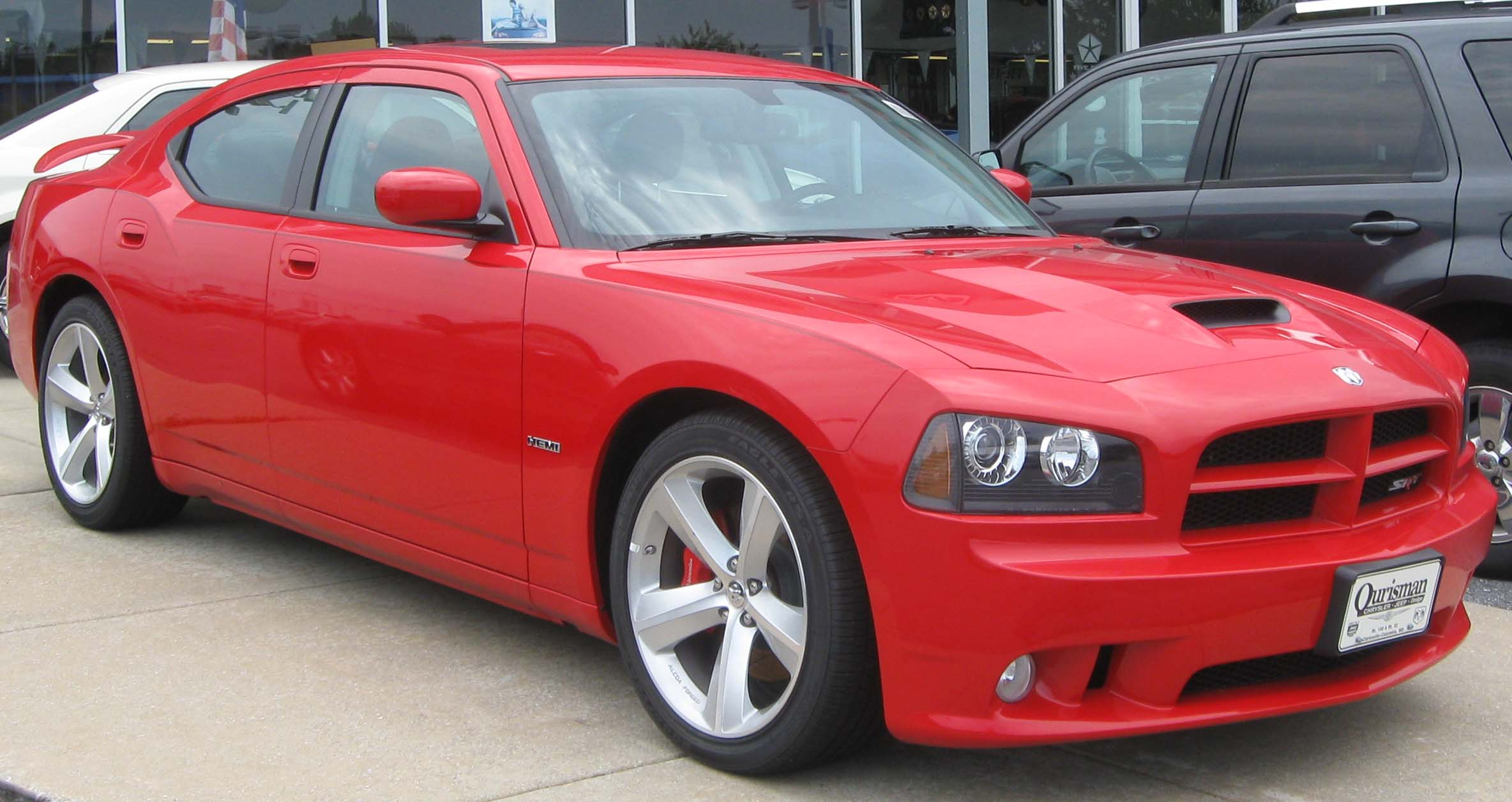
Dodge Charger SRT-8
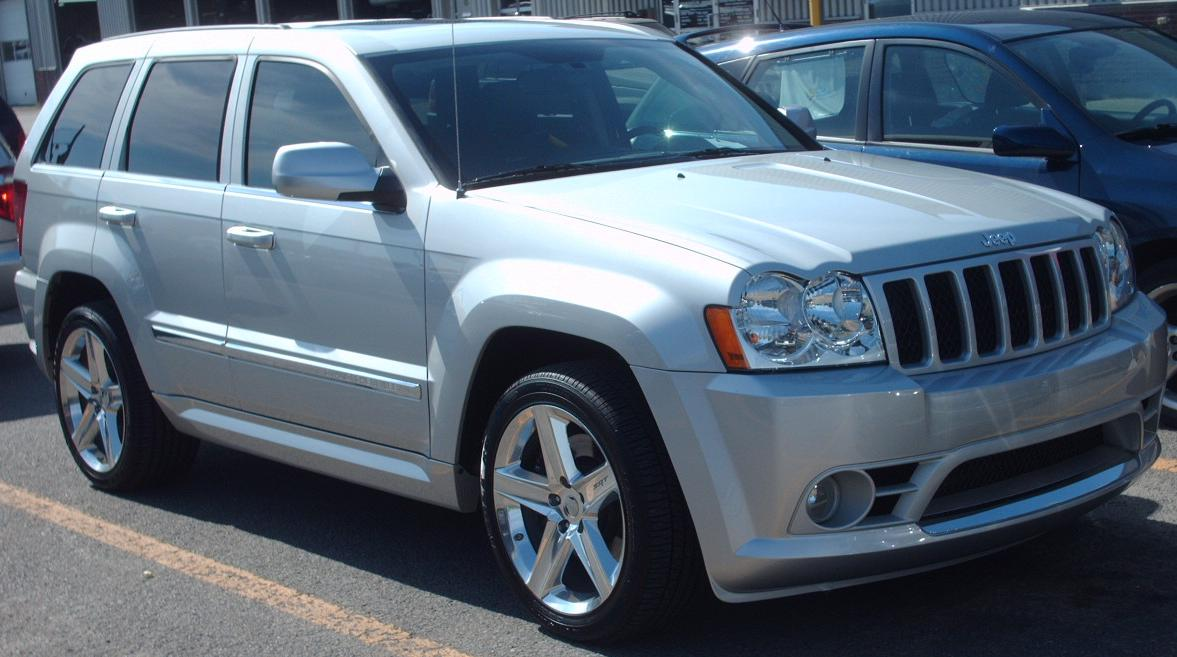
Jeep Grand Cherokee SRT-8
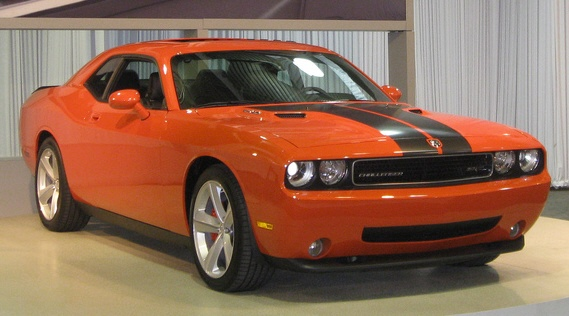
Dodge Challenger SRT-8
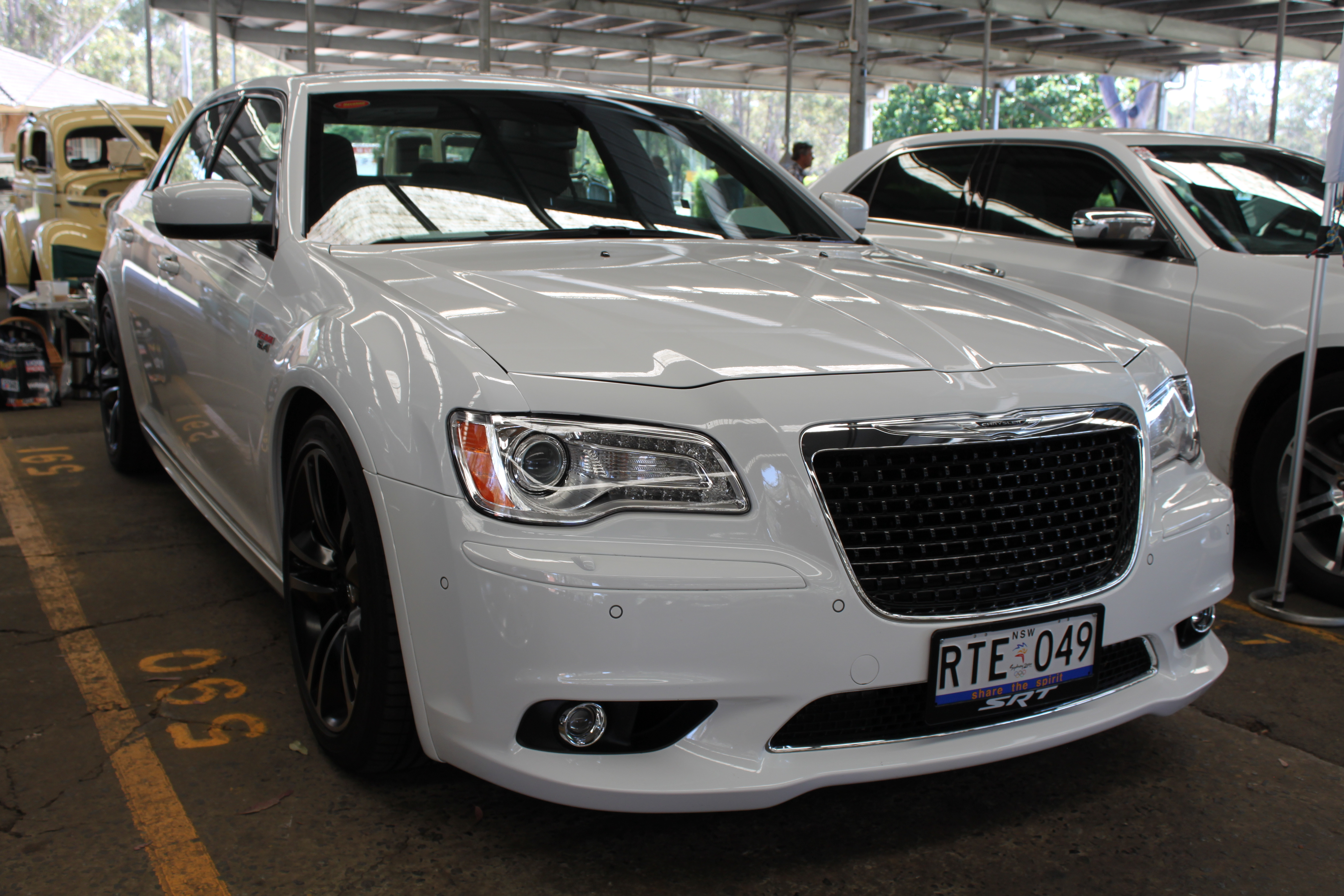
Chrysler 300 SRT-8
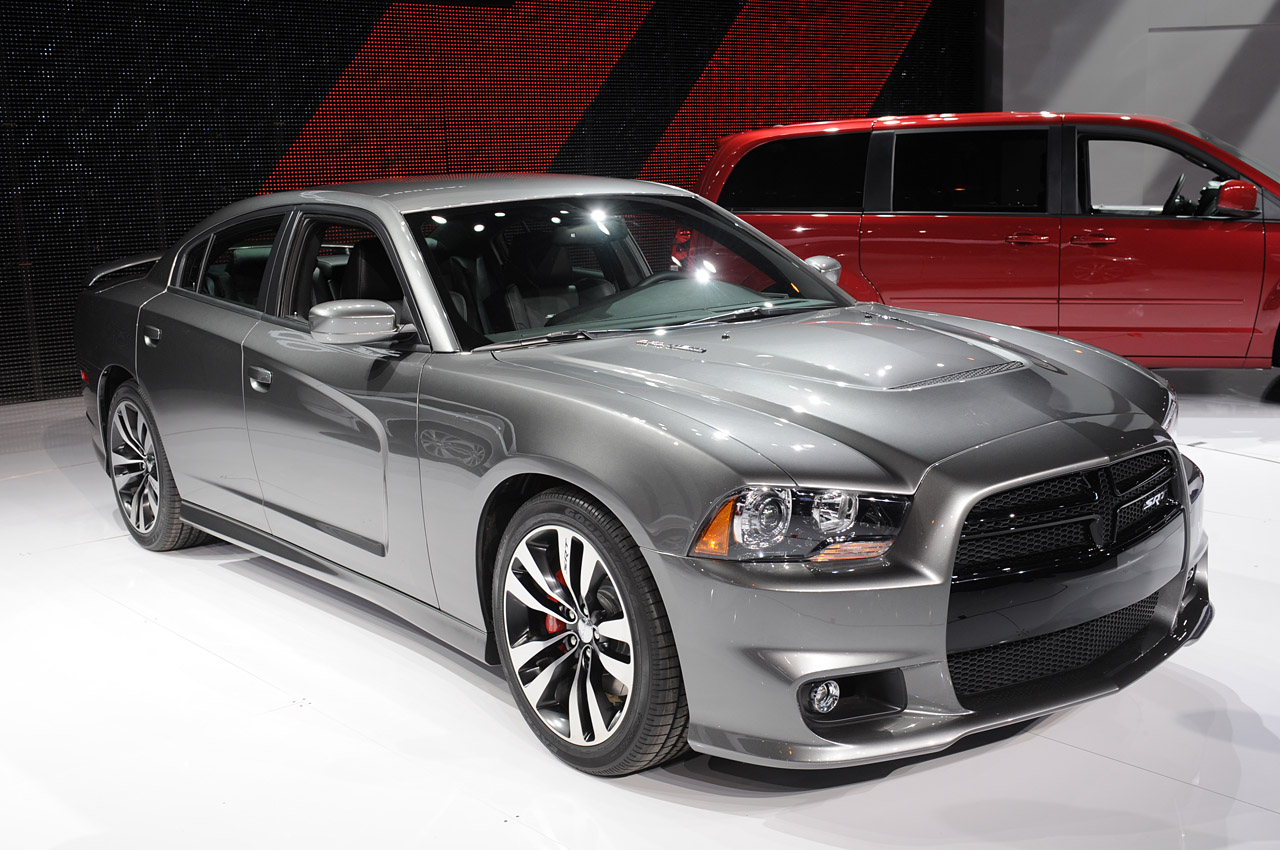
Dodge Charger SRT-8
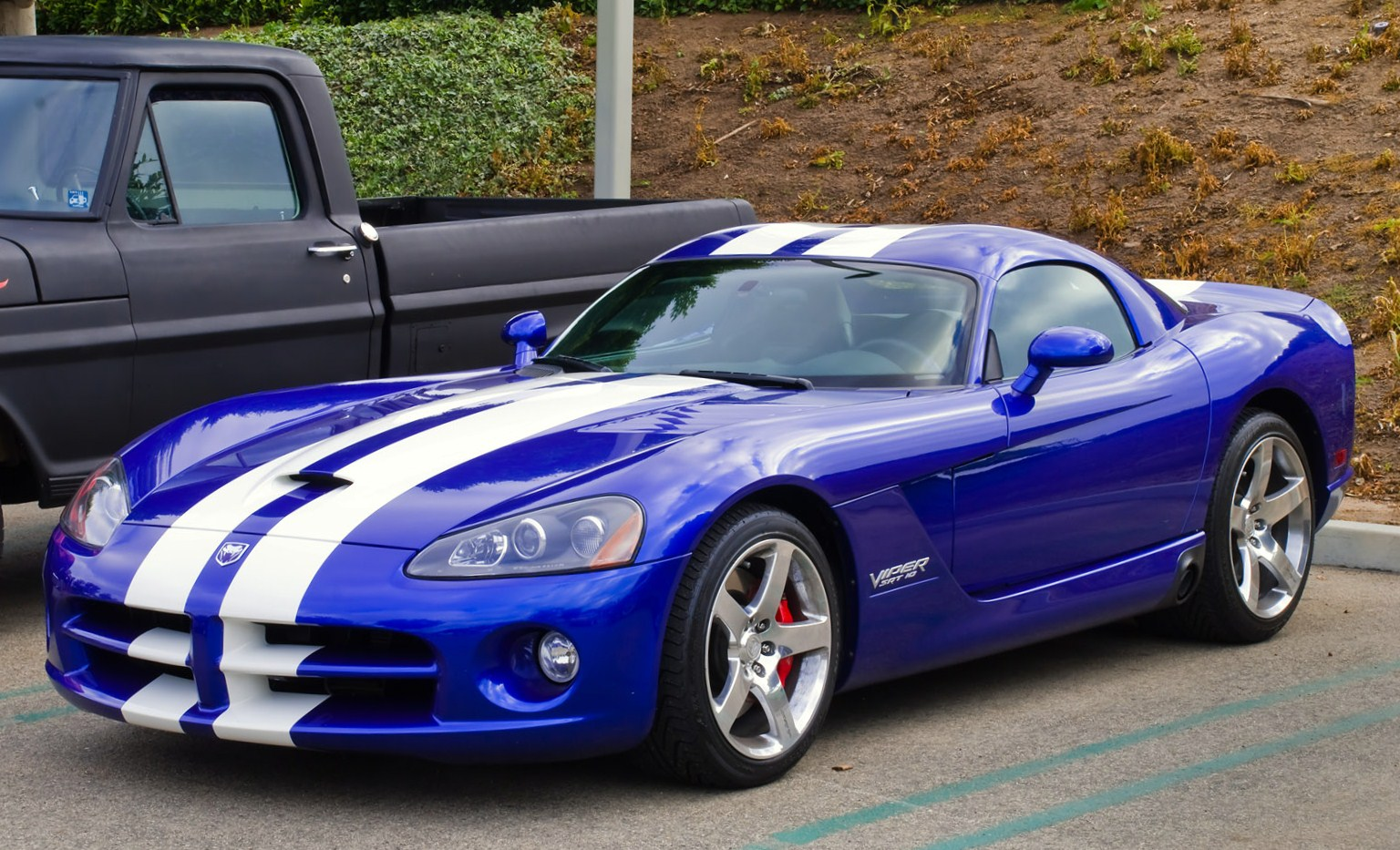
Dodge Viper SRT-10
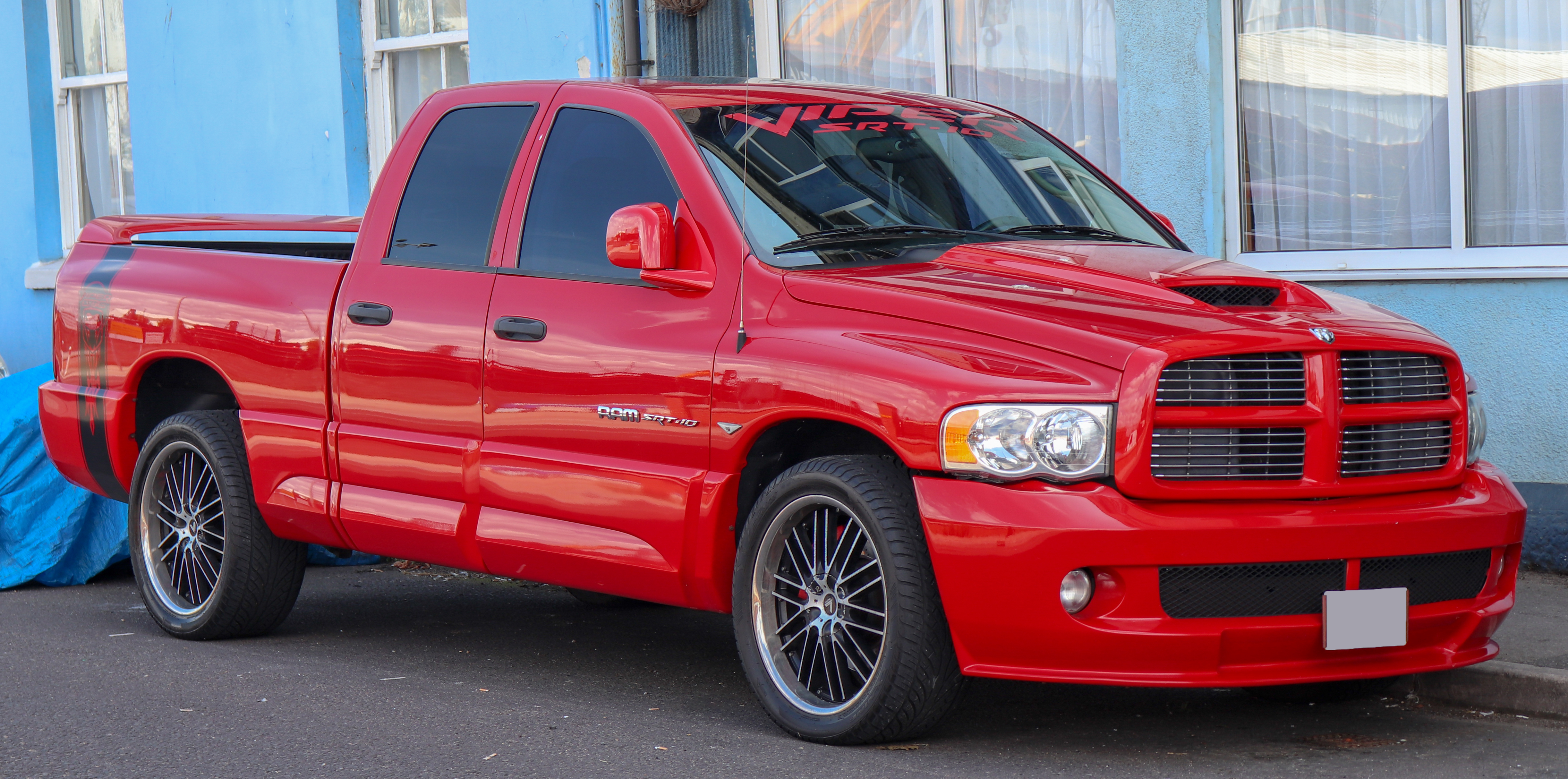
Dodge Ram SRT-10
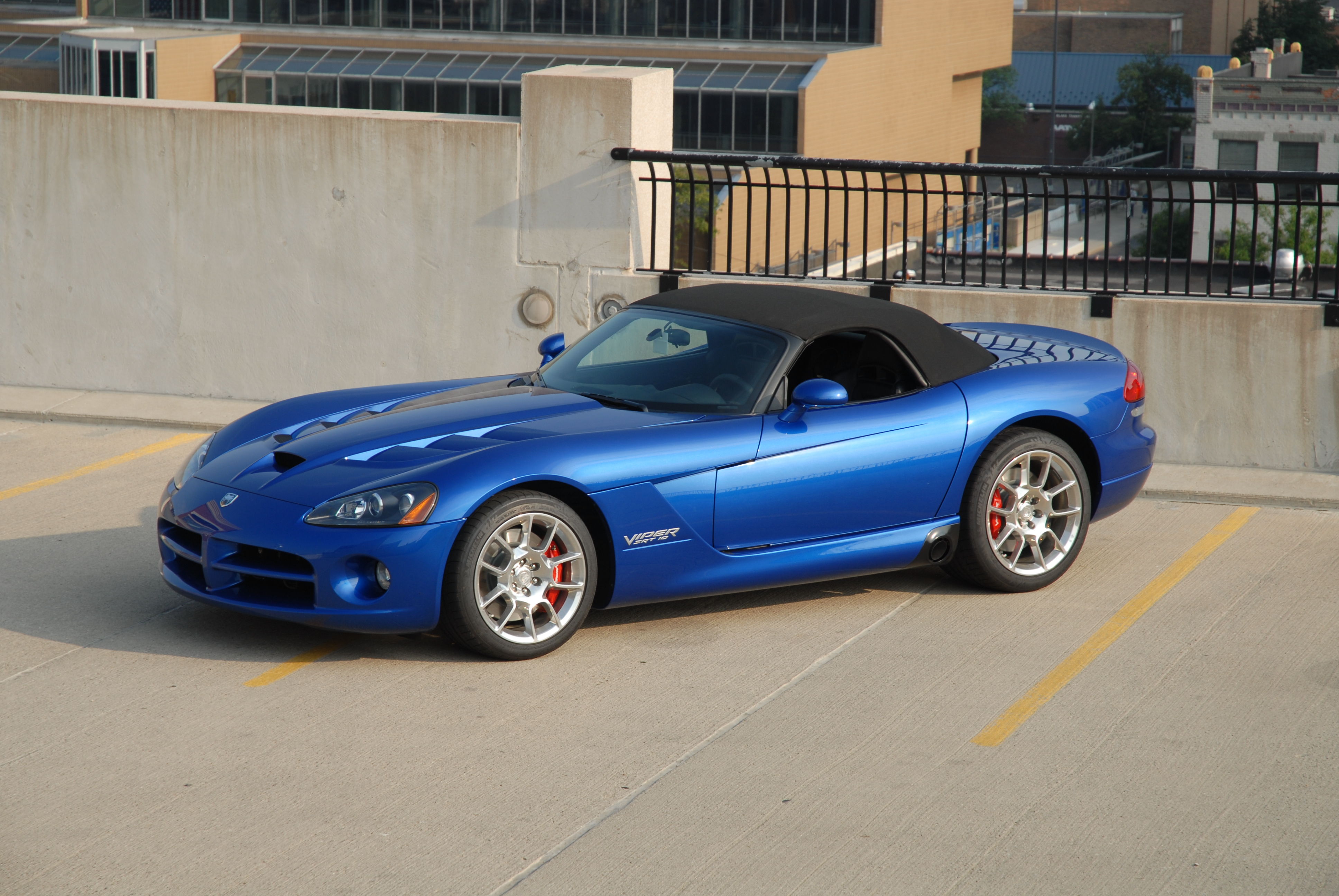
Dodge Viper SRT-10
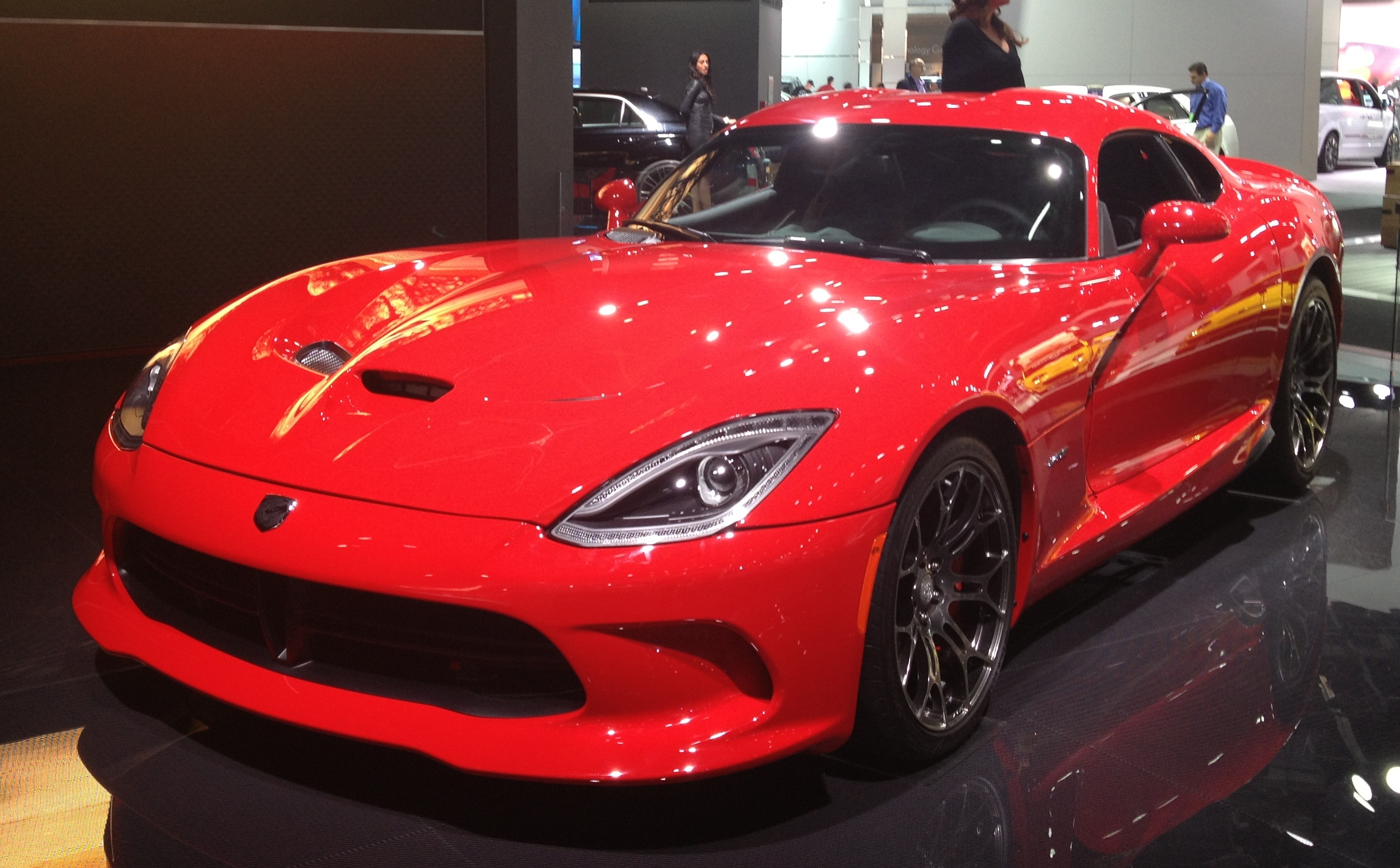
Dodge Viper

| Samochód                  | Lata produkcji | Model  | Silnik                                                                              | Moc                                                               | 0-100 km/h                      | 1/4 mili                          |
| ------------------------- | -------------- | ------ | ----------------------------------------------------------------------------------- | ----------------------------------------------------------------- | ------------------------------- | --------------------------------- |
| Dodge Neon SRT-4          | 2003-2005      | SRT-4  | 2.4-liter turbocharged Inline-4                                                     | 215 hp (160 kW; 218 PS) ('03) 230 hp (172 kW; 233 PS) ('04-05)    | 5.6 s. ('03) 5.3 s. ('04-05)    | 14.2 s. ('03) 13.9 s. ('04-05)    |
| Dodge Caliber SRT-4       | 2008-2009      | SRT-4  | 2.4-liter turbocharged World Inline-4                                               | 285 hp (213 kW; 289 PS)                                           | 6.2 s.                          | 14.6 s.                           |
| Chrysler Crossfire SRT-6  | 2005-2006      | SRT-6  | 3.2-liter Mercedes-AMG M112 V6                                                      | 350 hp (261 kW; 355 PS)                                           | 4.8 s.                          | 12.8 s.                           |
| Chrysler 300C SRT-8       | 2005-2010      | SRT-8  | 6.1-liter naturally aspirated HEMI V8                                               | 425 hp (317 kW; 431 PS)                                           | 4.7 s.                          | 13.2 s.                           |
| Dodge Magnum SRT-8        | 2005-2008      | SRT-8  | 6.1-liter naturally aspirated HEMI V8                                               | 425 hp (317 kW; 431 PS)                                           | 5.6 s.                          | 13.7 s.                           |
| Dodge Charger SRT-8       | 2006-2010      | SRT-8  | 6.1-liter naturally aspirated HEMI V8                                               | 425 hp (317 kW; 431 PS)                                           | 5.4 s.                          | 13.5 s.                           |
| Jeep Grand Cherokee SRT-8 | 2006-2010      | SRT-8  | 6.1-liter naturally aspirated HEMI V8                                               | 420 hp (313 kW; 426 PS)                                           | 5.2 s.                          | 13.5 s.                           |
| Dodge Challenger SRT-8    | 2008-2014      | SRT-8  | 6.1-liter naturally aspirated V8 ('08-10) 6.4-liter naturally aspirated V8 ('11-14) | 425 hp (317 kW; 431 PS) 470 hp (350 kW; 480 PS)                   | 5.3 s. ('08-10) 4.5 s. ('11-14) | 13.6 s. ('08-10) 12.9 s. ('11-14) |
| Chrysler 300 SRT-8        | 2011-2015      | SRT-8  | 6.4-liter naturally aspirated Apache HEMI V8                                        | 470 hp (350 kW; 477 PS)                                           | 4.0 s.                          | ---                               |
| Dodge Charger SRT-8       | 2012-2014      | SRT-8  | 6.4-liter naturally aspirated Apache HEMI V8                                        | 470 hp (350 kW; 477 PS)                                           | 4.6 s.                          | 12.8 s.                           |
| Jeep Grand Cherokee SRT-8 | 2012-2013      | SRT-8  | 6.4-liter naturally aspirated Apache HEMI V8                                        | 470 hp (350 kW; 477 PS)                                           | 4.6 s.                          | 13.3 s.                           |
| Dodge Viper SRT-10        | 2003-2007      | SRT-10 | 8.3-liter naturally aspirated Viper V10                                             | 500 hp (373 kW; 507 PS)                                           | 3.7 s.                          | 11.7 s.                           |
| Dodge Ram SRT-10          | 2004-2006      | SRT-10 | 8.3-liter naturally aspirated Viper V10                                             | 500 hp (373 kW; 507 PS)                                           | 5.4 s.                          | 13.8 s.                           |
| Dodge Viper SRT-10        | 2008-2010      | SRT-10 | 8.4-liter naturally aspirated Viper V10                                             | 600 hp (447 kW; 608 PS)                                           | 3.8 s.                          | 10.9 s.                           |
| Dodge Viper SRT           | 2013-2017      | SRT    | 8.4-liter naturally aspirated Viper V10                                             | 640 hp (477 kW; 649 PS) ('12-14) 645 hp (481 kW; 654 PS) ('15-17) | 3.5 s.                          | 11.5 s.                           |